# Будовский, Алексей Яковлевич
Алексей Яковлевич (Алекс) Будовский (англ. Alex Budovsky, род. 21 января 1975, Ленинград) — американский художник-аниматор российского происхождения,  режиссёр, сценарист.

## Биография
Родился в Ленинграде, в 1975 году. В 1994 году переехал в Нью-Йорк, где позднее окончил Бруклинский колледж со степенью бакалавра искусств по кинематографии. С 2010 года живёт в Южной Америке. Сотрудничает с британским музыкантом Стивеном Коутсом (The Real Tuesday Weld), который пишет музыку к его мультфильмам. Автор нескольких оригинальных мультфильмов в жанре «чёрно-белого юмора». Уже его ранняя работа, «Время принимать ванну в Клеркенвелле» (2002) была отмечена на ряде международных фестивалей. Помимо мультфильмов, создаёт музыкальные видеоклипы и обучающую анимацию для детей.
Клип Будовского «Algorithm Takedown» вошел в большой список номинантов на премию «Оскар» в 2025 году.
Принят в Академю Кинематографических Искусств и Наук (Academy of Motion Picture Arts and Sciences) 26 июня 2025 года. 

### Сценарист для сериалов
- "Десять друзей кролика", (2015 - 2016).
- «Машины песенки», (2020)